# 弗朗塞斯 (印地安納州)
弗朗西斯（英語：Frances）是位於美國印地安納州約翰遜縣的一個非建制地區。該地的面積和人口皆未知。